# Dearborn (Michigan)

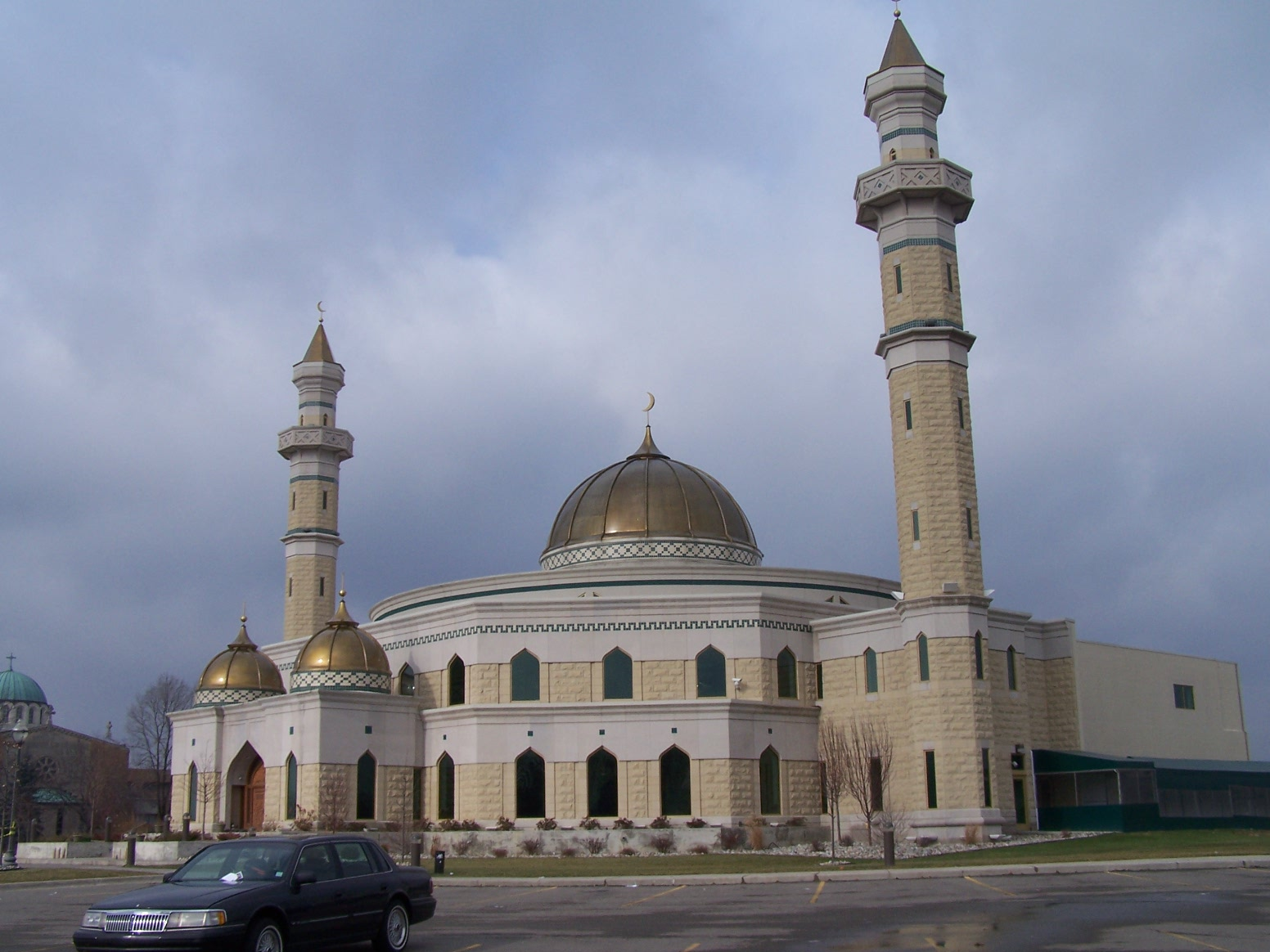
Islamskie Centrum Ameryki

Dearborn – miasto w stanie Michigan, w hrabstwie Wayne w Stanach Zjednoczonych. Z populacją 105,8 tys. mieszkańców, jest siódmym co do wielkości miastem stanu Michigan. Zachodnie przedmieście w obszarze metropolitalnym Detroit.
Stało się pierwszym miastem w Stanach Zjednoczonych zamieszkanym przez większość arabską. Islamskie Centrum Ameryki uznawane jest za największy meczet w Ameryce Północnej.
W mieście znajduje się siedziba oraz zakład produkcyjny koncernu motoryzacyjnego Ford Motor Company (River Rouge). W Dearborn znajduje się Muzeum Henry'ego Forda. W latach 1919–1927 Henry Ford wydawał tam na masową skalę antysemicki tygodnik „The Dearborn Independent”, a w 1924 przyjął wysłannika Adolfa Hitlera, Kurta Lüdeckego, który zabiegał o finansowanie dla NSDAP.

Położenie Dearborn w hrabstwie Wayne i stanie Michigan

## Demografia
Według danych pięcioletnich z 2022 roku, 86,7% populacji głównego miasta stanowiła ludność biała nielatynoska (w tym Azjaci), 3,3% to ludność czarna lub Afroamerykanie, 2,8% stanowili Latynosi jakiejkolwiek rasy, 5,2% było rasy mieszanej, 2,5% to żółta odmiana człowieka i 0,15% to rdzenna ludność Ameryki. 28,9% mieszkańców urodziło się poza granicami Stanów Zjednoczonych.
Do największych grup należały osoby pochodzenia arabskiego (44%), niemieckiego (7,1%), polskiego (6,5%), irlandzkiego (5,1%), angielskiego (4,5%), „amerykańskiego” (3,5%) i włoskiego (3,4%).
Według spisu z 2020 roku, 54,5% mieszkańców zostało przyporządkowanych do kategorii zwanej MENA. W latach 2020–2023 populacja skurczyła się o 3,8%, a osoby pochodzenia arabskiego stanowiły już 48% populacji. Największe grupy bliskowschodnie w Dearborn to: Libańczycy (22 806), następnie Jemeńczycy (14 513) i Irakijczycy (4988).